# Dolph de Borst
Dolph de Borst är en sångare och basist från Nya Zeeland. Han är frontfigur i garagerockbandet The Datsuns sedan 2000. Sedan 2010 spelar de Borst även i det svenskrotade rockbandet Imperial State Electric, grundat av Nicke Andersson sedan The Hellacopters splittrades.